# Mathieua
Mathieua — рід південноамериканських рослин з родини амарилісових. Він містить лише один відомий вид, Mathieua galanthoides, ендемічний для Перу, але вважається вимерлим.